# ピエール・デュカス
ピエール・デュカス（Pierre Ducasse、1987年5月7日 - ）は、フランス・ジロンド県ボルドー出身の元サッカー選手。現役時代のポジションはMF。

## 経歴
サミル・ナスリ、ハテム・ベン・アルファ、カリム・ベンゼマ、ジェレミー・メネズらと共にUEFA U-17欧州選手権に優勝したメンバーの1人である。
FCジロンダン・ボルドーのBチームに所属。2005年、オリンピック・マルセイユ戦でリーグ・アンデビューし、ゴールも記録した。しかしながら、その後出場機会に恵まれず、2009-10シーズンはFCロリアンへレンタル移籍。ここでコンスタントな出場機会を得てボルドーに復帰するが、再びベンチを温める日々が続いた。2010-11シーズン終了後にフリートランスファーでRCランスへと移籍した。

## タイトル
- FCジロンダン・ボルドー

トロフェ・デ・シャンピオン 2008
リーグ・カップ 2007, 2009
リーグ・アン 2008-09
- U-17フランス代表

UEFA U-17欧州選手権 2004